# Genesis Revisited
Genesis Revisited (negli Stati Uniti intitolato Watcher of the Skies: Genesis Revisited) è un album di Steve Hackett pubblicato nel 1996 come tributo ai Genesis, band di cui era stato chitarrista dal 1971 al 1977.

## Il disco
Oltre a nuove versioni di otto brani tratti dal repertorio dei Genesis, l'album contiene alcune tracce inedite:
- Valley of the Kings è un brano strumentale inedito.

- Déjà Vu è una canzone che Peter Gabriel aveva cominciato a scrivere nel 1973, all'epoca dell'album Selling England by the Pound dei Genesis, e che rimase incompleta e inedita finché Hackett non chiese a Gabriel il permesso di ultimarla appositamente per questo disco.[2] La versione finale porta perciò la firma di entrambi.
- Waiting Room Only è anch'essa una traccia inedita benché, come da titolo, si ispiri vagamente alla sezione atonale iniziale di The Waiting Room, brano strumentale dall'album dei Genesis The Lamb Lies Down on Broadway.[2]
- Nell'edizione giapponese dell'album, le tracce figurarono in un ordine differente dal resto del mondo; inoltre il brano Los Endos fu sostituito da un'altra traccia strumentale inedita di Hackett dal titolo Riding The Colossus.[3]

## Tracce
1. Watcher of the Skies (Tony Banks, Phil Collins, Peter Gabriel, Steve Hackett, Mike Rutherford) – 8:40
2. Dance on a Volcano (Banks, Collins, Hackett, Rutherford) – 7:28
3. Valley of the Kings (Hackett) – 6:30
4. Déjà Vu (Gabriel, Hackett) – 5:55
5. Firth of Fifth (Banks, Collins, Gabriel, Hackett, Rutherford) – 9:40
6. For Absent Friends (Banks, Collins, Gabriel, Hackett, Rutherford) – 3:02
7. Your Own Special Way (Rutherford) – 4:19
8. The Fountain of Salmacis (Banks, Collins, Gabriel, Hackett, Rutherford) – 9:54
9. Waiting Room Only (Hackett, Roger King) – 6:53
10. I Know What I Like (In Your Wardrobe) (Banks, Collins, Gabriel, Hackett, Rutherford) – 5:37
11. Los Endos (Banks, Collins, Hackett, Rutherford) – 8:51

## Musicisti
Watcher of the Skies
- Tony Levin - basso
- Bill Bruford - batteria
- Steve Hackett - chitarra elettrica, cori, orchestrazione
- Julian Colbeck - sintetizzatori
- Ben Fenner - programmazione
- Roger King - programmazione
- John Wetton - voce solista
- Royal Philharmonic Orchestra

Dance on a Volcano
- Alphonso Johnson - basso
- Chester Thompson - batteria
- Julian Colbeck - sintetizzatori
- Will Bates - sassofono
- Steve Hackett - chitarra elettrica, voce

Valley of the Kings
- Steve Hackett - chitarra elettrica
- Hugo Degenhardt - batteria
- Nick Magnus - sintetizzatori, programmazione
- Jerry Peal - sintetizzatori, programmazione

Dèja Vu
- Pino Palladino - basso
- Hugo Degenhardt - batteria
- Steve Hackett - chitarra elettrica
- Paul Carrack - voce
- The Sanchez/Montoya Chorale diretto da Anton De Bruck - coro
- Roger King - sintetizzatori, programmazione
- Ben Fenner - programmazione

Firth of Fifth
- Bill Bruford - batteria
- John Wetton - basso, voce solista
- Steve Hackett - chitarre, cori
- Roger King - sintetizzatori, programmazione
- Ben Fenner - programmazione

For Absent Friends
- Colin Blunstone - voce
- Royal Philharmonic Orchestra

Your Own Special Way
- Paul Carrack - voce
- Steve Hackett - chitarra
- Aron Friedman - tastiere, orchestrazione
- Richard McPhail - cori
- Jeanne Downs - cori
- Richard Wayler - cori

Fountain of Salmacis
- Steve Hackett - chitarra, voce
- Julian Colbeck - sintetizzatori
- Alphonso Johnson - basso
- Chester Thompson - batteria
- John Hackett - flauto
- Ben Fenner - programmazione
- Roger King - programmazione

Waiting Room Only
- Steve Hackett - chitarra, armonica a bocca
- Roger King - sintetizzatori, programmazione
- Hugo Degenhardt - batteria
- Will Bates - sassofono
- The Sanchez/Montoya Chorale - cori

I Know What I Like
- Steve Hackett - chitarra, voce
- 'Spatz' King - vibrafono
- "Tarquin Bombast" - batteria
- Will Bates - sassofono
- Aron Friedman - pianoforte

Los Endos
- Steve Hackett - chitarra, percussioni
- Ian McDonald - sassofono, flauto
- Pino Palladino - basso
- Roger King - sintetizzatori
- Hugo Degenhardt - batteria
- Chester Thompson - batteria